# Metrioptera karnyana
Metrioptera karnyana är en insektsart som beskrevs av Boris Petrovich Uvarov 1924. Metrioptera karnyana ingår i släktet Metrioptera och familjen vårtbitare. Inga underarter finns listade i Catalogue of Life.